# Buići (Župa dubrovačka)
Buići är ett samhälle i kommunen Župa dubrovačka i Kroatien. Samhället har 359 invånare (2011).